# Илия Галчев
Илия Ангелов Галчев е български икономист и историк. Научните му изследвания са съсредоточени върху епохата на Българското възраждане и националноосвободителните борби в Македония и Тракия.

## Биография
Илия Галчев е роден на 15 септември 1917 година в Търново. По-късно семейството се преселва в Русе, където той учи в немското училище, а след това, в 1931 година, отиват в София, където Илия Галчев завършва прогимназия и Втора мъжка гимназия (1937).
Завършва Военното училище в София (1940) с офицерски чин подпоручик. Интересува се и проучва архиви във връзка с военната историята на България през XX век, но и на Възраждането; публикува статии във военните издания и други вестници. През Втората световна война служи в Българската армия.
След Деветосептемврийския преврат разбира, че няма бъдеще като офицер и се записва да следва в Стопанския факултет на Софийския университет. Завършва го в 1948 година. Няколко пъти е арестуван, освобождаван, уволняван от работа. През този период продължава историческите си проучвания в архиви и библиотеки. През октомври 1953 година е арестуван и осъден на пет години затвор. Почти три години е в концлагера в Белене. Освободен е в 1956 година. Работи на строежа на ТЕЦ „Надежда“, като автоелектротехник и общ работник, като счетоводител.
Интересите му в областта на историята, по-специално към епохата на Българското възраждане и националноосвободителните борби в Македония и Тракия, а също и в областта на медицината и фармацията, го водят до дългогодишни проучвания в архивите на Българската екзархия, Българския исторически архив в Народната библиотека и други. На научни конгреси, конференции и симпозиуми представя нови данни за неизвестни или слабо проучени исторически събития и личности. Публикува резултатите от изследванията си в научни списания и сборници, издава редица монографии. Издава и две белетристични творби.

## Трудове[1][3]

### Научни трудове
- Здравно-социалната дейност на Българската екзархия в в Македония и Тракия (1870 – 1913). София, 1994 (първо издание), 2009 (второ издание)
- Българската болница „Евлоги Георгиев“ в Цариград (1895 – 1925). Ч. 1 – (1999)
- Българското самосъзнание на населението в Македония през Възраждането (2000, първо издание, 2005, второ издание)
- С родолюбието на нашите предци. Исторически разкази (2002)
- Галчев, Илия. Българската просвета в Солунския вилает.   София, Университетско издателство „Св. Климент Охридски“, 2005.
- През годините. Био-библиография (в съавторство с В. Минчева) (2006)
- Българската просвета в Източна Тракия и Цариград след 1913 г. (2008)

### Белетристика
- Лекарят от Перущица. Д-р Николай Долев (1980)
- Помни своя праотец (Легенда за лекаря и мъдреца Ходжа Булгар (1982)